# Wilhelm Specht (Mediziner)
Wilhelm Specht (* 23. April 1874 in Hamburg; † 1945 in Riezlern) war ein deutscher Psychiater und Kriminalpsychologe in München.

## Leben
Specht begann an der Universität Jena Medizin zu studieren.  1895 wurde er Corpsschleifenträger der Thuringia Jena. Zwischenzeitlich an der Friedrich-Wilhelms-Universität zu Berlin, der Ludwig-Maximilians-Universität München und der Albertus-Universität Königsberg, wurde er 1900 in Jena zum Dr. med. promoviert. Psychiater wurde er im Hamburger AK Eppendorf und ab 1901 an der Eberhard Karls Universität Tübingen. Bei Robert Wollenberg habilitierte er sich 1904. Seine Probevorlesung befasste sich mit der „Psychologie als Hilfswissenschaft der Psychiatrie“. Nach kurzer Zeit an der Universität Leipzig übersiedelte er 1907 nach München. Als Assistent von Emil Kraepelin konnte er sich an die Ludwig-Maximilians-Universität umhabilitieren. 1909 aus der Münchner Klinik ausgeschieden, erhielt er 1915 an der LMU ein Extraordinariat für Psychiatrie. An ihrer juristischen Fakultät übernahm er 1927 einen Lehrauftrag für theoretische Kriminalpsychologie. 1939 aus dem bayerischen Staatsdienst entlassen, zog er ins Kleinwalsertal. Er war Herausgeber der Zeitschrift für Pathopsychologie.
Zu seinen sechs Geschwistern gehörten Mathilde Weise–Minck (1877–1952), Elsa Schiemann (1878–1927), Ehefrau des Graphikers, Malers und Übersetzers Eduard Schiemann, später Lebensgefährtin des Gelehrten, Diplomaten und Journalisten Muhammad Asad und die Pädagogin und Sozialistin Minna Specht (1879–1961).

## Publikationen
- Beitrag zur klinischen Bedeutung und Pathogenese des Babinski'schen Reflexes. Monatsschrift für Psychiatrie und Neurologie 13 (1903), S. 81–96.
- Zur Methodik der psychologischen Untersuchung bei Unfallveletzten. Neurologisches Centralblatt 22 (1903), S. 1156.
- Intervall und Arbeit. Experimentelle Untersuchungen über den Einfluss des durch akustische Reize begrenzten Intervalls auf den zeitlichen und formalen Verlauf körperlicher Arbeitsverrichtung. Archiv für die gesamte Physiologie des Menschen und der Thiere 3 (1904), S. 1–32.
- Einige Bemerkungen zur Lehre von den traumatischen Neurosen. Zentralblatt für Nervenheilkunde und Psychiatrie 29 (1906), S. 1–15.
- Abweichungen der Reiz- und Unterschiedsempfindlichkeit unter dem Einfluss einer Alkoholintoxikation. Neurologisches Centralblatt 25 (1906), S. 534.
- Zur Analyse einiger Schwachsinnsformen. Neurologisches Centralblatt 25 (1906), S. 1133–1134.
- Die Beeinflussung der Sinnesfunktionen durch geringe Alkoholmenge, 1. Teil: Das Verhalten von Unterschiedsschwelle und Reizschwelle im Gebiete des Gehörsinnes. Archiv für die gesamte Physiologie des Menschen und der Thiere 9 (1907), S. 180–295 (preisgekrönte Arbeit).
- Das pathologische Verhalten der Aufmerksamkeit. Bericht vom 3. Kongress zur experimentellen Psychologie, Leipzig 1909, S. 131–194.
- Zur Analyse der Arbeitskurve. Zeitschrift für Pädagogische Psychologie 11 (1910), S. 19–31.
- Über den Wert der pathologischen Methode in der Psychologie und die Notwendigkeit der Fundierung der Psychiatrie auf einer Pathopsychologie. Zeitschrift für Pathopsychologie 1 (1912), S. 4–49.
- Zur Phänomenologie und Morphologie der Wahrnehmungsstörungen. Zeitschrift für Pathopsychologie 2 (1914), S. 1–35; 121–143; 481–569.
- Wahrnehmung und Halluzination. W. Engelmann, Leipzig und Berlin 1914.